# Marjan Šarec
Marjan Šarec (* 2. prosince 1977 Lublaň) je slovinský herec a politik, v letech 2018–2020 předseda vlády Slovinska. Uměleckou dráhu začínal jako komik a politický satirik. Následně vstoupil do politiky a roku 2014 se stal předsedou nově založeného subjektu Kandidátka Marjana Šarece.

## Umělecká kariéra
Po maturitě na střední škole v roce 1996 vystudoval herectví na Akademii divadla, rozhlasu, filmu a televize, autonomní součásti Lublaňské univerzity, kterou absolvoval roku 2001.
V dalších letech pracoval pro Slovinský rozhlas a televizi, objevoval se v radiopořadu Saši Hribara Radio Ga-Ga a televizní show Hri-bar. Těžištěm jeho práce se stala komika a politická satira. Vytvořil postavu venkovského burana Ivana Serpentinšeka z Hornokraňska. Věnoval se také imitování veřejně známých osob, mezi jinými napodoboval Janeze Drnovšeka, Usámu bin Ládina, Fidela Castra, Antona Ropa, Jelka Kacina, Janeze Janšu či Andreje Bajuka. Působil také jako novinář a editor.

## Politická kariéra
Dvakrát byl zvolen starostou Kamniku. Nejdříve v roce 2010 jako člen strany Zorana Jankoviće Pozitivna Slovenija. Pro komunální volby 2014 založil vlastní subjekt Kandidátku Marjana Šarece, za nějž byl znovuzvolen.
Zúčastnil se prezidentských voleb 2017, v jejichž prvním kole obdržel 25 % hlasů a postoupil do druhé fáze. V listopadovém druhém kole těsně podlehl vítězi Borutu Pahorovi.
V předčasných červnových volbách 2018 do dolní komory, Státního shromáždění, skončil se svou stranou na druhém místě se ziskem 12,6 % a třinácti poslaneckými mandáty. Pro neschopnost vítěze, protiimigrační Slovinské demokratické strany expremiéra Janeze Janši, složit kabinet, schválil parlament 17. srpna 2018 Šarecovu premiérskou nominaci od prezidenta republiky. Většinu 55 poslanců z 90členného zákonodárného sboru mu zajistili vládní koaliční partneři a strana Levice v roli podporovatele kabinetu.
Pětičlennou koaliční vládu menšinového charakteru vytvořily Kandidátka Marjana Šarece, sociální demokracie (SD), Strana moderního středu (expremiéra Mira Cerara), Aliance Alenky Bratušekové (expremiérky Bratušekové) a Demokratická strana důchodců Slovinska (DeSUS). Ve shromáždění na počátku volebního období disponovaly 43 mandáty. Nový středově orientovaný kabinet byl jako v pořadí třináctý jmenován 13. září 2018. Stal se tak vůbec první menšinovou vládou, s šestnácti členy, včetně dvou ministrů bez portfeje.
V lednu 2020 odstoupil místopředseda vlády a ministr financí Andrej Bertoncelj, když se odmítavě postavil k premiérově návrhu zákona, aby ztráty ve zdravotnictví sanoval státní
rozpočet. Šarec pak 27. ledna téhož roku rezignoval na premiérský post, protože v rámci minoritního kabinetu nebyl schopen prosazovat přijímání nutných reformních zákonů a vyzval k vyhlášení předčasných voleb. Úřad opustil v březnu 2020, kdy jej nahradil Janez Janša.